# Noppenbahn
Eine Noppenbahn ist eine Schutzschicht für die Feuchtigkeitsisolierung bzw. die Perimeterdämmung von Kellern im Erdreich. Sie wird außen vor die jeweilige Schicht gestellt, damit diese nicht beim Auffüllen der Baugrube mit Erdreich oder sonstigem Füllmaterial beschädigt werden. Die Noppenbahn wird je nach Gegebenheit mit den Noppen zum Baukörper oder mit den Noppen zum Erdreich verlegt. Zusätzlich sollte im zweiten Fall außen davor ein Vlies aus Geotextil angebracht werden, damit der Zwischenraum nicht versandet. Teilweise werden Noppenbahnen mit aufkaschiertem Geotextil angeboten.

## Bekannte Hersteller von Noppenbahnen
- Ewald Dörken (Marke: Delta)
- Saint-Gobain Building Distribution Deutschland (Marke: Novipro)
- Swisspor Holding